# 大花窄翼黄耆
大花窄翼黄耆（学名：Astragalus degensis var. rockianus）为豆科黄耆属下的一个变种。

## 扩展阅读
- 維基物種上的相關：大花窄翼黄耆